# Kalipelus (Kebonagung)
Kalipelus is een bestuurslaag in het regentschap Pacitan van de provincie Oost-Java, Indonesië. Kalipelus telt 1612 inwoners (volkstelling 2010).